# Синарский (Челябинская область)
Синарский — посёлок, входящий в состав Усть-Багарякского сельского поселения Кунашакского района Челябинской области.
Поселок основан в 1960 как центральная усадьба совхоза «Синарский».

## География
Расположен в северной части района на берегу реки Синары. Расстояние до Кунашака — 66 км.

## Население
| 2002 | 2010 |
| ---- | ---- |
| 218  | ↘215 |

## Улицы
- Улица Комбайнеров
- Улица Космонавтов
- Станционная улица
- Степная улица
- Центральная улица